# Session Description Protocol
Session Description Protocol（SDP）は、ストリーミングメディアの初期化パラメータを記述する形式の一つである。これは、RFC 4566としてIETFによって発行された。

## 概要
SDPは、セッションの告知やセッションへの招待、他のマルチメディアセッションを開始するために必要な情報を記述することを目的としている。
SDPは、Session Announcement Protocol（SAP）の一つのコンポーネントとして始まったが、
ちょうどマルチキャストセッションを記述するスタンドアローンの形式として、RTPやSIPに関連した他の用途が見つけられた。
SDPに関連する用語に以下の5つがあげられる。
1. カンファレンス: カンファレンスとは、なんらかのソフトウェアでコミュニケーションを取り合っている二人以上のユーザの組を表す。
2. セッション: セッションとは、マルチメディアの送受信者とその間を流れているストリーミングデータのまとまりを指す。
3. セッションの告知: セッションの告知とは、セッションの説明をあらかじめユーザーに伝えるためのメカニズムである。
4. セッションの宣伝: セッションの告知と同様である。
5. セッションの説明: マルチメディアセッションを発見して参加するための、十分な情報を伝えるために定義された形式。